# Cantagalo (Minas Gerais)
Cantagalo é um município brasileiro do estado de Minas Gerais. Localiza-se a uma latitude 18º31'33" sul e a uma longitude 42º37'37" oeste, estando a uma altitude de 650 metros. Sua população em 2022 era de 3 974 habitantes. Localiza-se no Vale do Rio Doce.